# Classe ATC J05
Une section du code ATC :
J Anti-infectieux généraux à usage systémique
J05 Antiviraux à usage systémique.

## J05A Antiviraux à action directe

### J05AA Thiosémicarbazones
J05AA01 Métisazone

### J05AB Nucléosides et nucléotides, inhibiteurs de la transcriptase inverse exclus
J05AB01 Aciclovir
J05AB02 Idoxuridine (en)
J05AB03 Vidarabine (en)
J05AB06 Ganciclovir
J05AB09 Famciclovir
J05AB11 Valaciclovir
J05AB12 Cidofovir
J05AB13 Penciclovir
J05AB14 Valganciclovir
J05AB15 Brivudine (en)

### J05AC Amines cycliques
J05AC02 Rimantadine
J05AC03 Tromantadine (en)

### J05AD Dérivés de l'acide phosphonique
J05AD01 Foscarnet
J05AD02 Fosfonet

### J05AE Inhibiteurs de protéase
J05AE01 Saquinavir
J05AE02 Indinavir
J05AE03 Ritonavir
J05AE04 Nelfinavir
J05AE05 Amprénavir (en)
J05AE07 Fosamprénavir
J05AE08 Atazanavir
J05AE09 Tipranavir
J05AE10 Darunavir

### J05AF Inhibiteurs de la transcriptase inverse nucléosidiques et nucléotidiques
J05AF01 Zidovudine
J05AF02 Didanosine
J05AF03 Zalcitabine
J05AF04 Stavudine
J05AF05 Lamivudine
J05AF06 Abacavir
J05AF07 Ténofovir disoproxil
J05AF08 Adéfovir dipivoxil
J05AF09 Emtricitabine
J05AF10 Entécavir (en)
J05AF11 Telbivudine (en)
J05AF12 Clévudine (en)
J05AF13 Ténofovir alafénamide

### J05AG Inhibiteurs de la transcriptase inverse non nucléosides
J05AG01 Névirapine
J05AG02 Délavirdine
J05AG03 Éfavirenz
J05AG04 Étravirine
J05AG05 Rilpivirine

### J05AH Inhibiteurs de la neuraminidase
J05AH01 Zanamivir
J05AH02 Oseltamivir

### J05AP Antiviraux pour le traitement des infections auVHC
J05AP01 Ribavirine
J05AP02 Télaprévir
J05AP03 Bocéprévir
J05AP04 Faldaprévir (en)
J05AP05 Siméprévir
J05AP06 Asunaprévir
J05AP07 Daclatasvir
J05AP08 Sofosbuvir
J05AP09 Dasabuvir (en)
J05AP51 Sofosbuvir et lédipasvir
J05AP52 Dasabuvir, ombitasvir, paritaprévir et ritonavir
J05AP53 Ombitasvir, paritaprévir et ritonavir
J05AP54 Élbasvir et grazoprévir
J05AP55 Sofosbuvir et velpatasvir
J05AP56 Sofosbuvir, velpatasvir et voxilaprévir

### J05AR Antiviraux pour le traitement des infections HIV en association
J05AR01 Zidovudine et lamivudine (en)
J05AR02 Lamivudine et abacavir (en)
J05AR03 Ténofovir disoproxil et émtricitabine
J05AR04 Zidovudine, lamivudine et abacavir (en)
J05AR05 Zidovudine, lamivudine et névirapine
J05AR06 Emtricitabine, ténofovir disoproxil et éfavirenz
J05AR07 Stavudine, lamivudine et névirapine
J05AR08 Emtricitabine, ténofovir disoproxil et rilpivirine (en)
J05AR09 Emtricitabine, ténofovir disoproxil, élvitegravir et cobicistat
J05AR10 Lopinavir et ritonavir
J05AR11 Lamivudine, ténofovir disoproxil et éfavirenz
J05AR12 Lamivudine et ténofovir disoproxil
J05AR13 Dolutégravir, abacavir et lamivudine
J05AR14 Darunavir et cobicistat
J05AR15 Atazanavir et cobicistat
J05AR16 Lamivudine et raltégravir
J05AR17 Émtricitabine et ténofovir alafénamide
J05AR18 Émtricitabine, ténofovir alafénamide, élvitégravir et cobicistat
J05AR19 Émtricitabine, ténofovir alafénamide et rilpivirine
J05AR20 Émtricitabine, ténofovir alafénamide et bictégravir
J05AR21 Dolutégravir et rilpivirine
J05AR22 Émtricitabine, ténofovir alafénamide, darunavir et cobicistat

### J05AX Autres antiviraux
J05AX01 Moroxydine (en)
J05AX02 Lysozyme
J05AX05 Inosine pranobex
J05AX06 Pléconaril (en)
J05AX07 Enfuvirtide
J05AX08 Raltégravir
J05AX09 Maraviroc
J05AX10 Maribavir
J05AX11 Elvitégravir
J05AX12 Dolutégravir
J05AX13 Umifénovir